# Miman
Miman (japanisch 未幡, * 7. November) ist eine japanische Mangaka.

## Werdegang und Werk
Ihre ersten kommerziellen Veröffentlichungen hatte Miman mit Beiträgen in Anthologien. Die Kurzgeschichten erzählten entsprechend den Anthologiethemen von Liebesgeschichten zwischen Mädchen. Dem Genre Yuri blieb sie auch danach treu. 2017 startete mit Café Liebe ihre erste lange Serie. Die Geschichte dreht sich um Mädchen, die in einem Themencafé arbeiten, dabei ihr Selbstbild und Selbstdarstellung gegenüber anderen in Frage stellen und sich ineinander verlieben. Der Manga wurde in mehrere Sprachen übersetzt, darunter seit 2018 ins Deutsche. Verlegt wird sie beim Verlag Tokyopop, der auch kurze Serien von Miman veröffentlichte. 2023 kam in Japan eine Adaption als Animeserie heraus.

## Bibliografie (Auswahl)
- Beitrag in Yuri Shōjo (2009)
- Beitrag in Hirari, Bessatsu: Bukatsu Joshi Anthology – Hōkago! (2012)
- Café Liebe (私の百合はお仕事です! Watashi no yuri wa oshigotodesu!, seit 2017, 13 Bände)
- Soul Mates (2018, Beitrag in Anthologie éclair)
- Mädchen in all ihren Farben (キミイロ少女 Kimiiro Shōjo, 2018, 1 Band)
- Mädchen x Mädchen (少女² Shōjo², 2018, 1 Band)